# Straß im Straßertale
Straß im Straßertale – gmina targowa w Austrii, w kraju związkowym Dolna Austria, w powiecie Krems-Land. Według Austriackiego Urzędu Statystycznego liczyła 1 596 mieszkańców (1 stycznia 2014).